# Penthouse Hot Numbers Deluxe
Penthouse Hot Numbers Deluxe is een videospel voor de platforms Commodore Amiga. Het spel werd uitgebracht in 1993. 